# Ugia duplicilinea
Ugia duplicilinea là một loài bướm đêm trong họ Erebidae.